# Waldemar Loureiro de Campos
Waldemar Loureiro de Campos (Curitiba, 1899 -?, 1959) foi um engenheiro agrônomo brasileiro.

## Biografia
Waldemar Loureiro nasceu na capital paranaense em 1899, sendo filho de Francisco de Paula Campos e Leonor Loureiro Campos.
Formado em agronomia entrou para o quadro de funcionários da secretária de agricultura do estado do Paraná, tendo destaque no desenvolvimento de projetos nas áreas de cooperativismo e zoologia nos anos 1940.
Também foi funcionário do Banco do Brasil e teve breves atuações políticas no interior do Paraná.
Waldemar faleceu em 1959, aos 60 anos de idade.
Em dezembro de 1960, na administração do prefeito Iberê de Mattos, a cidade de Curitiba homenageou o engenheiro através da denominação de uma via localizada no bairro Boqueirão de Rua Waldemar Loureiro Campos. Conforme a súmula da Lei Ordinária n° 1935/1960 o batismo desta rua deveria manter o “de” presente no nome de Waldemar, porém, nos atuais documentos e indicações da prefeitura, esta preposição foi excluída.